# جمستون‌های نیکوکار
جمستون‌های نیکوکار (انگلیسی: The Righteous Gemstones) یک سریال تلویزیونی کمدی سیاه جنایی آمریکایی ساخته دنی مک‌براید است. این سریال در سال ۲۰۱۹ از شبکه اچ‌بی‌او شروع به پخش کرد. این مجموعه کمدی به ماجراهای یک خانواده ثروتمند از کشیش‌های تلویزیونی می‌پردازد، که نام خانوادگی آن‌ها «جمستون» است.
بازیگرانی چون دنی مک‌براید، جان گودمن، والتون گاگینز، اسکایلر گیزوندو، آدام دیواین و کسیدی فریمن در این سریال حضور دارند.

## داستان
داستان سریال جمستون‌های نیکوکار حول محور خانواده‌ای ثروتمند از کشیش‌های تلویزیونی که صاحب یک ابَرکلیسا هستند می‌چرخد. پدر خانواده ایلای جمستونز (جان گودمن) است، که سه فرزند به نام جسی (دنی مک‌براید)، جودی (ادی پترسون) و کلوین (آدام دیواین) دارد. این خانواده به دنبال گسترش کلیساهای خود و امپراتوری تبلیغاتی‌شان هستند و در این راه برای خود دشمنانی می‌تراشند و در عین حال به دنبال ارتباط‌گیری با عموی دورافتاده خانواده یعنی بیبی بیلی فریمن (والتون گاگینز) هستند. جمستون‌ها در راه محافظت از امپراتوری‌شان مجبور به ارتکاب جرم‌ها و جنابات مختلف می‌شوند.